# Omul invizibil (film din 2020)
Omul invizibil (în engleză The Invisible Man) este un film din 2020 scris și regizat de Leigh Whannell, vag bazat pe romanul omonim al lui H. G. Wells. Filmul îi are în distribuție pe Elisabeth Moss, Aldis Hodge, Storm Reid, Harriet Dyer, Michael Dorman și Oliver Jackson-Cohen.

## Distribuție
- Elisabeth Moss - Cecilia Kass, o arhitectă
- Aldis Hodge - James Lanier, un detectiv de poliție din San Francisco, tatăl lui Sydney și prietenul din copilărie al Ceciliei
- Storm Reid - Sydney Lanier, fiica adolescentă a lui James
- Harriet Dyer - Emily Kass, sora Ceciliei
- Michael Dorman - Tom Griffin, fratele și avocatul lui Adrian
- Oliver Jackson-Cohen - Adrian Griffin, un om de știință specializat în optică